# Passendale (Zonnebeke)
Passendale (fr. Passchendaele, vls. Passchendoale) – dzielnica (deelgemeente) gminy Zonnebeke w Belgii, w Regionie Flamandzkim, w prowincji Flandria Zachodnia, w okręgu Ieper. Do 31 grudnia 1976 samodzielna gmina.

## Historia
Od 31 lipca do 6 listopada 1917 roku w bitwie pod Passchendaele (zwanej także trzecią bitwą pod Ypres), jednej z najkrwawszych bitew I wojny światowej, w starciu pomiędzy połączonymi siłami aliantów (głównie Wielkiej Brytanii, Francji, Australii, Nowej Zelandii, Kanady) a Niemcami zginęło bądź zaginęło ponad 500 tys. żołnierzy.